# Inan bint Abdallah
Inān bint ʽAbdallāh (arabiska: عنان بنت عبد الله), död 841, var en abbasidisk qiyan och poet. Hon beskrevs av historikern Abū al-Faraj al-Iṣfahāni på 900-talet som den arabiska traditionens mest framstående qiyanpoet. Hon blev sedan konkubin till Harun al-Rashid. 
Hon föddes som slav, dotter till den arabiska slavägaren ʽAbd-Allāh och en icke-arabisk slavinna av okänt ursprung. Inān beskrivs som blondin. Hon blev från ung ålder utbildad till att bli en qiyan-artist, och såldes som färdigutbildad till Abū Khālid al-Nāṭifī, som förde henne till Bagdad.
I Bagdad gjorde sig Inān känd som en av de mest omtalade av alla qiyan i abbasidkalifatets Bagdad. Hennes ägare arrangerade så kallade "salonger" som blev en samlingsplats för manliga intellektuella och poeter. I egenskap av qiyan och slav kunde Inān fritt umgås med män, och hon blev känd för sin kvicka och sexuellt betonade repliker som poet. Som slavinna prostituerades hon av sin ägare. 
Hennes berömmelse noterades av kalifen som ville köpa henne. Hennes ägare vill dock inte sälja. När hennes ägare avled, blev hon dock såld på auktion och köptes då av kalif Harun al-Rashid, som inkluderade henne i abbasidernas harem. De ska ha fått två söner.